# North Reading
North Reading ist eine Kleinstadt (Town) in Middlesex County im Osten des Bundesstaates Massachusetts. Das U.S. Census Bureau hat bei der Volkszählung 2020 eine Einwohnerzahl von 15.554 ermittelt. 
Der Elektronikhersteller Rotel unterhält eine Niederlassung in dem Ort an der Bahnstrecke Peabody–Tewksbury Junction.

## Persönlichkeiten
- Frank P. Flint (1862–1929), Politiker
- Jimmy Vesey (* 1993), Eishockeyspieler
- Alex Carpenter (* 1994), Eishockeyspielerin